# Chhatrapati Shivaji Terminus
Chhatrapati Shivaji Terminus (până în 1996 Victoria Terminus) este o gară de cale ferată din orașul Mumbai, India, declarat din anul 2004 patrimoniu mondial UNESCO.
Clădirea gării a fost proiectată de arhitectul britanic Frederick William Stevens (1847-1900), construcția fiind realizată între anii 1878-1888. Construcția are o arhitectură în stil victorian, având o lungime de 400 m și o înălțime de ca. 100 m. Musonul și smogul orașului periclitează păstrarea clădirii. Prin gară circulă  zilnic aproape 1000 de trenuri ce tranportă un număr de 3 milioane de persoane.